# Malabar (Aldabra)
Malabar (auch: Middle island) ist eine Insel der Republik der Seychellen im Atoll Aldabra. Malabar ist eine der größten Inseln des Atolls.

## Geographie
Die Insel liegt im nördlichen Riffsaum des Atolls. Von der Insel Polymnie im Westen ist sie durch den Passe Gionnet (Johnny Channel) getrennt. Im Osten trennt sie der East Channel (Passe Houareau, Passe Orientale) von der großen Schwesterinsel Grand Terre (South Island). Zur Lagune hin bilden die Inselchen Gros Ilot Gionnet, Gros Ilot Sesame, Ile Verte, Ilot Salade und Ilot Marquoix Fortsetzungen der Insel nach Süden. Etwas weiter im Zentrum der Lagune liegt das Eiland Table Ronde. In diesem Gebiet fällt die Lagune bei Niedrigwasser teilweise trocken.
Die Insel selbst ist eine relativ breite Riffinsel. Sie erreicht Breiten bis über einen Kilometer. Dabei ist die ganze Insel von tiefen kanälen durchzogen und zur Lagune hin franst das Riff in viele kleine Namenlose Inselchen auf.

## Welterbe
1982 wurde Aldabra von der UNESCO zum Weltnaturerbe erklärt. Berühmt sind vor allem die Aldabra-Riesenschildkröten (Aldabrachelys gigantea). Auf dem Aldabra-Atoll wurden 97 Vogelarten bestimmt, darunter neben vielen Seevögeln auch 13 Landvogelarten wie die Weißkehlralle (Dryolimnas cuvieri aldabranus), der Malegassen-Nektarvogel (Cinnyris sovimanga), der endemische Aldabradrongo (Dicrurus aldabranus) und der Seychellenweber (Foudia sechellarum), sowie bis zu seinem Aussterben der endemische Aldabrabuschsänger (Nesillas aldabranus). Auch der selten gewordene Dickschnabelreiher brütet hier. Die Aldabra-Schnecke war seit 1997 verschollen, wurde jedoch 2014 bei einer Bestandsaufnahme wiedergefunden. Aldabra ist bis auf wenige Menschen, die zum Schutze des Atolls dort leben, unbewohnt.
Es ist möglich, von vorbeifahrenden Kreuzfahrtschiffen aus Tagesausflüge zu unternehmen. Außerdem bieten einige wenige Seychellen-Spezialanbieter Kabinen- und Vollcharters von der Hauptinsel der Seychellen, Mahé, nach Aldabra an.